# Ford Grey
Pour les articles homonymes, voir Grey.
Ford Grey, 1er comte de Tankerville (20 juillet 1655 - 24 juin 1701), 1er vicomte Glendale et 3e baron Grey de Werke, est un noble et un homme d'État anglais.

## Biographie
Fils aîné de Ralph Grey, 2e baron Grey de Werke et Catherine Ford, fille d'Edward Ford (en), il est baptisé le jour de sa naissance à Harting. Son siège familial est le Château de Chillingham dans le Northumberland, dont il hérite à la mort de son père en 1675.
En 1682, il devient célèbre pour avoir séduit la sœur de son épouse, Henrietta Berkeley (en), affaire pour laquelle il est arrêté, jugé et finalement libéré. En 1683, il est arrêté pour son implication dans le Complot de Rye-House mais s’échappe de la Tour de Londres en juillet et s’enfuit avec Henrietta et son nouveau mari en France. Il devient plus tard l'un des leaders de la rébellion de Monmouth, débarquant avec Monmouth à Lyme Regis en juin 1685. Il commande la cavalerie et sa défaite à deux reprises peut avoir été causée par sa lâcheté, voire par sa trahison. Fait prisonnier et condamné pour haute trahison, il obtient son pardon en témoignant librement contre ses anciens associés et retrouve ses honneurs en juin 1686.
Sous le règne de Guillaume III il est nommé conseiller privé le 11 mai 1695 et, le 11 juin 1695, créé vicomte Glendale et comte de Tankerville. De 1695 à sa mort, il est commissaire de l’Hôpital de Greenwich; de novembre 1699 à novembre 1700, Premier lord du Trésor. Durant l’absence du roi de juin à octobre 1700, il est lord justice du royaume et de novembre 1700 jusqu’à sa mort, Lord du sceau privé. Il meurt le 24 juin 1701.

## Famille
Il épouse Mary Berkeley, fille de George Berkeley (1er comte de Berkeley) et de son épouse, Elizabeth Massingberd. Mary Grey, leur fille aînée, est née vers 1678. Elle épouse, le 3 juillet 1695, Charles Bennet, 2e Lord Ossulston, plus tard 1er comte de Tankerville, par une nouvelle création, et meurt le 31 mai 1710. Leur deuxième fille, Annabella Grey, épouse en 1697 John Cecil (6e comte d'Exeter), mais meurt en août 1698 sans laisser d’enfant. Après la mort de Grey, Lady Mary épouse Richard Rooth of Epsom.
Dans le roman d'Arthur Conan Doyle sur la rébellion de Monmouth, Micah Clarke (1889), Grey est représenté par le personnage de Lord Grey of Warke. Dans le roman épistolaire d’Aphra Behn, Lettres d’amour entre un noble et sa sœur, Grey est représenté par le personnage de Philander. Dans la série HTV de 1972 Pretenders, qui représente également la rébellion de Monmouth, Lord Grey est interprété par David Jackson .